# Маматі
Маматі (груз. მამათი) — село в Грузії. Знаходиться в Ланчхутському муніципалітеті краю Гурія, на висоті 300 метрів над рівнем моря, на південь від Гурійського хребта. Маматі є центром сільської громади, в яку входять також 4 села: Кончкаті, Кведа Маматі, Маматі, Шатірі.
Населення села по перепису 2014 року становить 254 особи, з них більшість грузини.
Раніше Маматі було одним з найбільших релігійних центрів Гурії.

## Відомі люди
У 1928 році в Маматі народився другий президент Грузії Едуард Шеварднадзе.
| Грузія | Це незавершена стаття з географії Грузії. Ви можете допомогти проєкту, виправивши або дописавши її. |